# Ivana Vuković
Ivana Vuković (ur. 18 maja 1986) – chorwacka lekkoatletka, która specjalizowała się w rzucie oszczepem. 
W 2005 odpadła w eliminacjach mistrzostw Europy juniorów w Kownie oraz była siódma na igrzyskach śródziemnomorskich. Dwa lata później nie udało jej się awansować do finału młodzieżowych mistrzostw Europy. Reprezentantka Chorwacji w drużynowych mistrzostwach Europy, pucharze Europy i zimowym pucharze w rzutach lekkoatletycznych. Wielokrotna medalistka mistrzostw kraju w różnych kategoriach wiekowych.
Rekord życiowy: 56,50 (3 marca 2007, Split) – rezultat ten był do 2013 roku rekordem Chorwacji. 

## Osiągnięcia
| Rok  | Impreza                               | Miejsce          | Lokata            | Wynik |
| ---- | ------------------------------------- | ---------------- | ----------------- | ----- |
| 2005 | I liga pucharu Europy                 | Gävle            | 7. miejsce        | 44,77 |
| 2005 | Igrzyska Basenu Morza Śródziemnego    | Almería          | 7. miejsce        | 48,85 |
| 2005 | Mistrzostwa Europy juniorów           | Kowno            | el. – 14. miejsce | 46,89 |
| 2006 | II liga pucharu Europy                | Bańska Bystrzyca | 2. miejsce        | 51,35 |
| 2007 | Zimowy puchar Europy w rzutach        | Jałta            | 6. miejsce        | 54,39 |
| 2007 | II liga pucharu Europy                | Zenica           | 1. miejsce        | 50,29 |
| 2007 | Młodzieżowe mistrzostwa Europy U23    | Debreczyn        | el. – 14. miejsce | 48,15 |
| 2008 | Zimowy puchar Europy w rzutach        | Split            | 3. miejsce        | 53,41 |
| 2008 | I liga pucharu Europy                 | Stambuł          | 4. miejsce        | 51,34 |
| 2009 | II liga drużynowych mistrzostw Europy | Bańska Bystrzyca | 4. miejsce        | 45,53 |
| 2010 | II liga drużynowych mistrzostw Europy | Belgrad          | 5. miejsce        | 46,60 |